# Курмашево (Сармановский район)
Курмашево — деревня в Сармановском районе Татарстана. Входит в состав Шарлиареминского сельского поселения.

## География
Находится в восточной части Татарстана, в 1 км от реки Мензеля, 15 км к северо-востоку от районного центра — села Сарманово.

## История
Основана в первой половине XVIII века. До 1860-х годов жители учитывались как башкиры-вотчинники. Их основные занятия в этот период – земледелие и скотоводство.
В «Списке населенных мест по сведениям 1870 года», изданном в 1877 году, населённый пункт упомянут как деревня Курмашева 2-го стана Мензелинского уезда Уфимской губернии. Располагалась при речке Мензеле, по левую сторону коммерческого тракта из Бирска в Мамадыш, в 30 верстах от уездного города Мензелинска и в 30 верстах от становой квартиры в селе Александровское (Кармалы). В деревне, в 51 дворе жили 295 человек (149 мужчин и 146 женщин, в том числе башкиры: 145 мужчин и 138 женщин; татары: 4 мужчины и 8 женщин), была мечеть.
В начале XX века земельный надел сельской общины составлял 557,4 десятины.
До 1920 года деревня входила в Нуркеевскую волость Мензелинского уезда Уфимской губернии. С 1920 года в составе Мензелинского, с 1922 – Челнинского кантонов ТАССР. С 10 августа 1930 года в Сармановском, с 10 февраля 1935 – в Ворошиловском, с 29 ноября 1957 – в Яна-Юлском, с 12 октября 1959  — в Сармановском районах.
С 1931 года в деревне действовали колхозы, с 1957 – совхозы, в 1997–2002 — коллективное предприятие, в 2003–2005 — сельскохозяйственный производственный кооператив, с 2006 — общество с ограниченной ответственностью.

## Население
| 1870 | 1913 | 1920 | 1926 | 1938 | 1949 | 1958 | 1970 | 1979 | 1989 | 2002 | 2010 | 2021 |
| ---- | ---- | ---- | ---- | ---- | ---- | ---- | ---- | ---- | ---- | ---- | ---- | ---- |
| 295  | 212  | 223  | 192  | 243  | 215  | 185  | 181  | 135  | 95   | 72   | 57   | 39   |

Национальный состав села — татары.

## Экономика
Сельское хозяйство со специализацией на овцеводстве.

## Инфраструктура
В деревне действуют фельдшерско-акушерский пункт (открыт в 1985 г. как медпункт).

## Религия
Мечеть (с 2019 г.).